# Релігійний екстаз
Екстаз релігійний — (грец. ἔκστασις) означає «вихід» поза межі себе та всіх створених речей до Бога під впливом еросу (екстатичної любові) чи то палкого бажання. Людина не досягає екстазу власними зусиллями — його викликає в ній сила Божої любові, а Божественна любов екстатична: вона налаштовує тих, хто любить, належати не собі, а улюбленим. Екстаз передбачає перехід за межі всякого понятійного мислення чи логічного мікування. Іноді він може проявлятися в трансі або втраті нормального стану свідомости, одначе такі психофізичні симптоми в жодному випадку не вважаються за первинні. Іноді термін екстаз застосовують у негативному значенні, вказуючи на безрозсудну пристрасть, втрату самоконтролю чи несамовитість, а це треба розрізняти.